# Chiquitsi
Il Chiquitsi è uno strumento musicale tradizionale della popolazione Shangane, del Mozambico. È uno strumento principalmente femminile, usato per accompagnare il canto nella cerimonia del matrimonio. È molto diffuso nel sud del Mozambico (Maputo, Gazae, Inhambane). Nelle regioni del nord prende il nome di Kaembe.
Si tratta di un contenitore costituito da una serie di piccole canne di paglia di una pianta chiamata Txlhongue, intrecciate come se fossero una stuoia. Le canne vengono poi serrate da tre cornici di rafia in modo da formare una scatola, all'interno della quale vengono posti piccoli semi o sassolini.
Il chiquitsi viene suonato scuotendolo con entrambe le mani, oppure inclinandolo si ottiene un caratteristico effetto di risacca, di varia durata a seconda della maggiore o minore inclinazione dello strumento.